# Xã Sand Prairie, Quận Tazewell, Illinois
Xã Sand Prairie (tiếng Anh: Sand Prairie Township) là một xã thuộc quận Tazewell, tiểu bang Illinois, Hoa Kỳ. Năm 2010, dân số của xã này là 1.441 người.